# Championnat du monde de billard carambole 1 bande
Le Championnat du monde de billard carambole 1 bande seniors était organisé par l'Union mondiale de billard.

## Palmarès

### Année par année

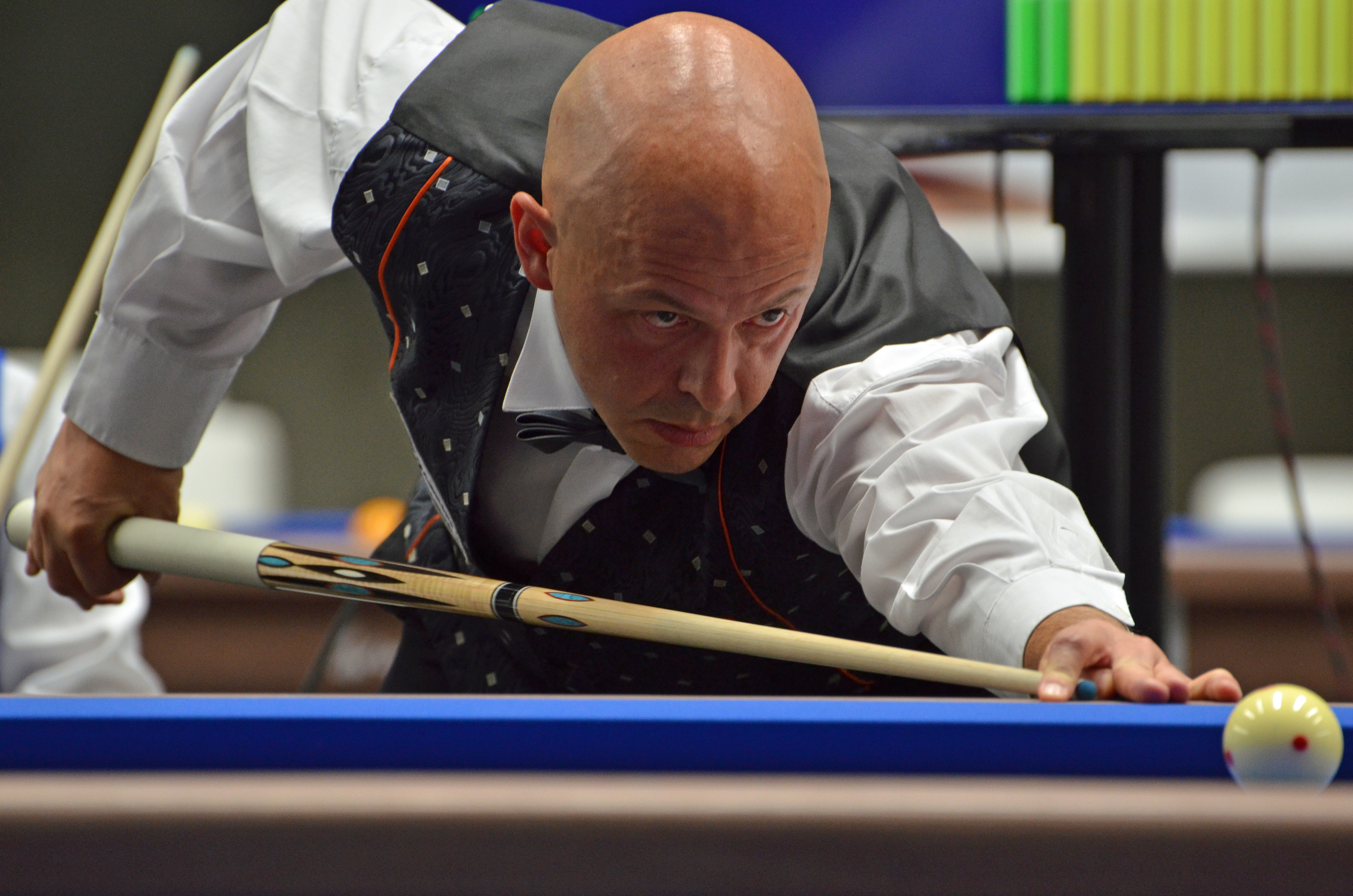
Jean Paul De Bruijn - Recordman du Monde de la moyenne générale

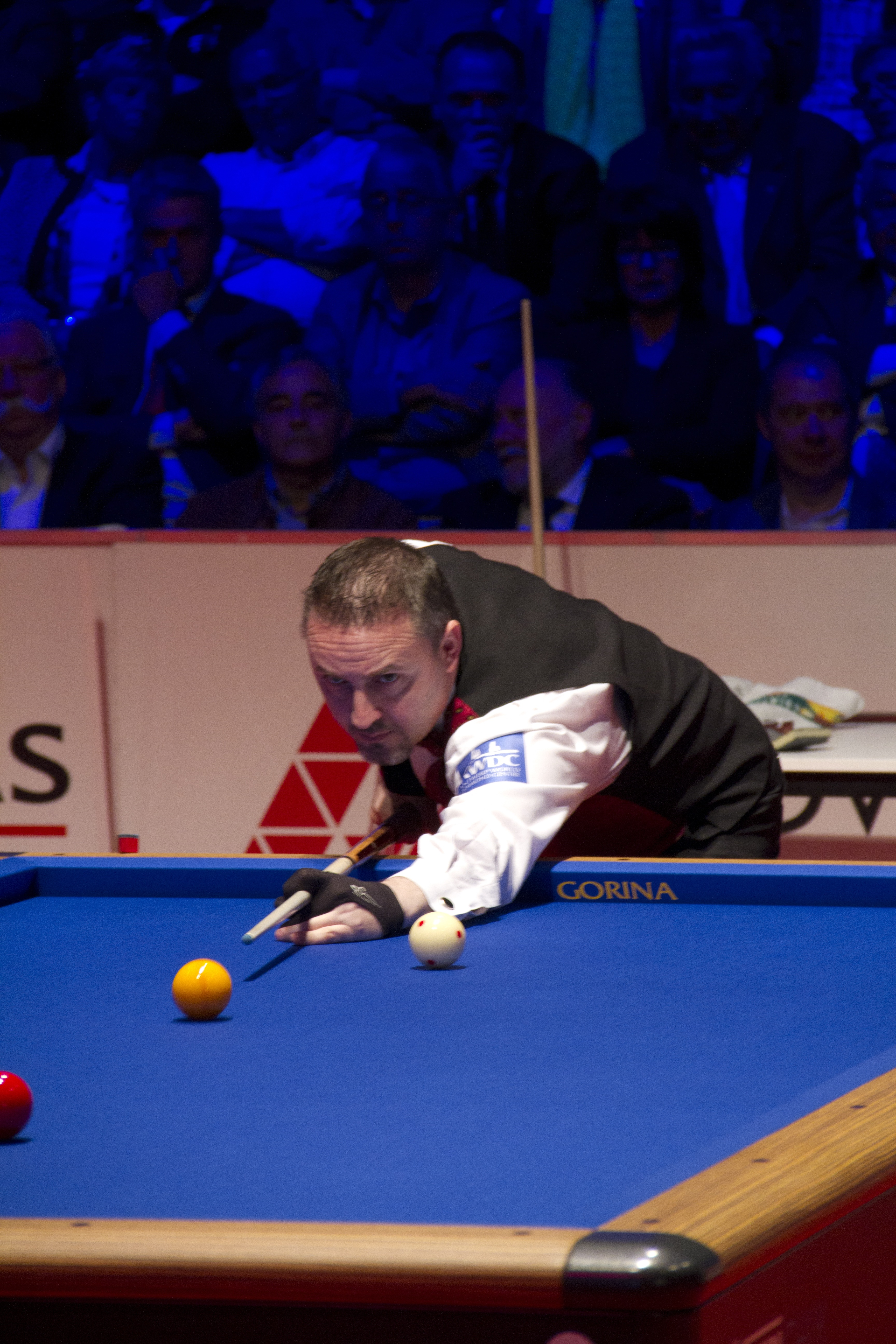
Frédéric Caudron - Champion du Monde en titre

Liste des champions du monde de la UMB à la bande,,.
| Année | Ville hôte            | Vainqueur               | Moyenne Générale |
| ----- | --------------------- | ----------------------- | ---------------- |
| 1934  | Vichy                 | Ernst Reicher (1)       | 2,39             |
| 1934  | Paris                 | Jean Albert (1)         | 3,24             |
| 1935  | Nizza                 | Jacques Davin (1)       | 3,01             |
| 1937  | Montargis             | Robert Toledano (1)     | 3,07             |
| 1968  | Tournai               | Raymond Ceulemans (1)   | 13,11            |
| 1974  | Tournai               | Ludo Dielis (1)         | 16,16            |
| 1976  | Leuven                | Raymond Ceulemans (2)   | 15,05            |
| 1977  | Rotterdam             | Raymond Ceulemans (3)   | 13,71            |
| 1978  | Bruges                | Raymond Ceulemans (4)   | 12,84            |
| 1979  | Mollerussa            | Raymond Ceulemans (5)   | 10,81            |
| 1981  | Murcie                | Ludo Dielis (2)         | 13,50            |
| 1983  | Ruephen               | Ludo Dielis (3)         | 12,07            |
| 1984  | Copenhague            | Raymond Ceulemans (6)   | 14,63            |
| 1992  | Duisbourg             | Fonsy Grethen (1)       | 7,51             |
| 1995  | Carvin                | Jos Bongers (1)         | 12,36            |
| 1997  | Vienne                | Martin Horn (1)         | 9,36             |
| 2007  | Alicante              | Jean Paul De Bruijn (1) | 16,67            |
| 2009  | Cervera               | Wolfgang Zenkner (1)    | 11,41            |
| 2014  | Saint-Brevin-les-Pins | Frédéric Caudron (1)    | 14,63            |

## Records

### Record de la moyenne générale

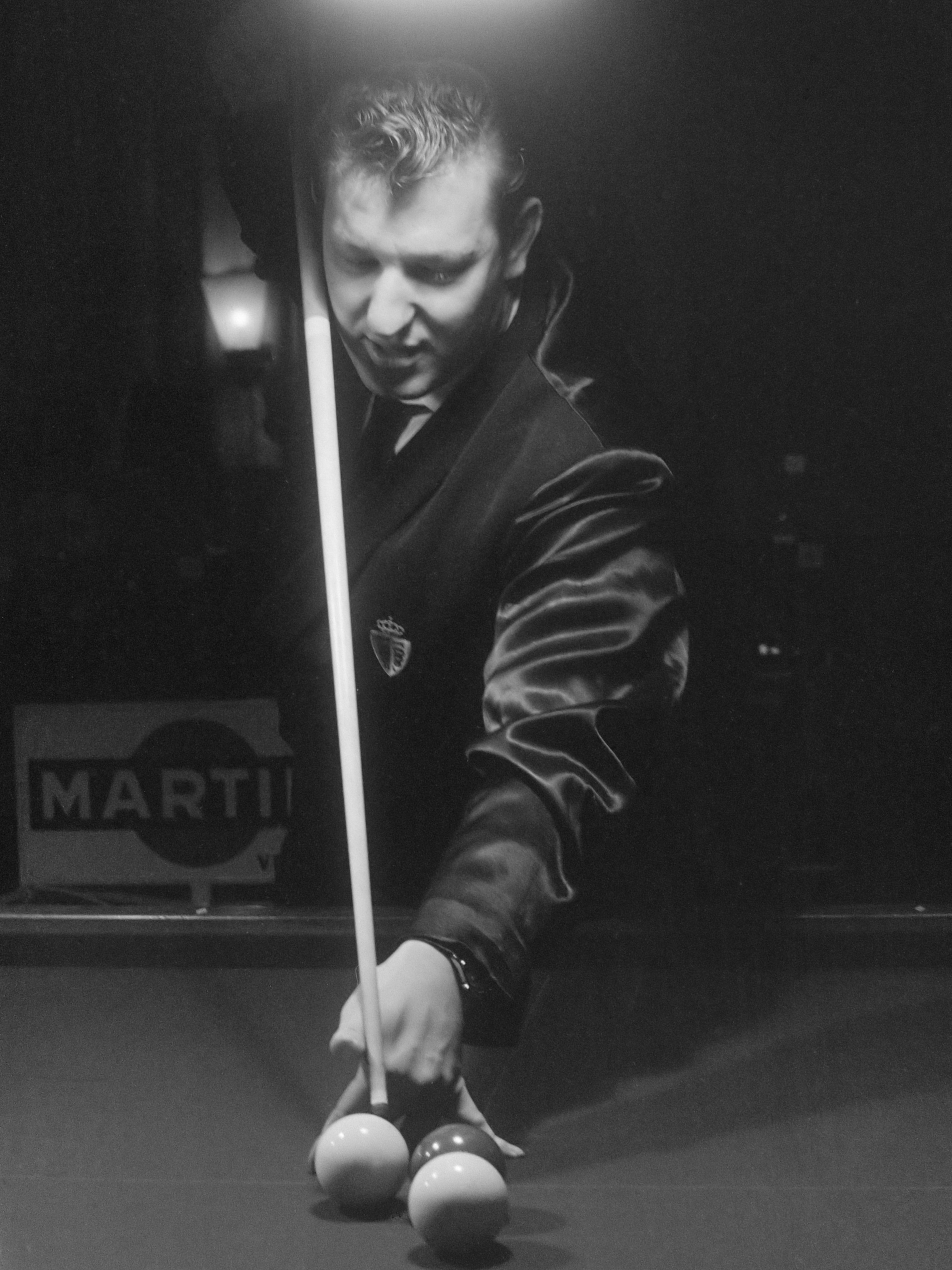
Raymond Ceulemans - Recordman du nombre de victoires

| Joueur              | Année | Moyenne Générale |
| ------------------- | ----- | ---------------- |
| Jean Paul De Bruijn | 2007  | 16,67            |

### Record du nombre de victoires
| Joueur              | Nombre de victoires |
| ------------------- | ------------------- |
| Raymond Ceulemans   | 6                   |
| Ludo Dielis         | 3                   |
| Frédéric Caudron    | 1                   |
| Jean Albert         | 1                   |
| Jacques Davin       | 1                   |
| Robert Toledano     | 1                   |
| Fonsy Grethen       | 1                   |
| Jos Bongers         | 1                   |
| Martin Horn         | 1                   |
| Jean Paul De Bruijn | 1                   |
| Wolfgang Zenkner    | 1                   |
| Ernst Reicher       | 1                   |

### Record de victoire par nationalité
| Pays       | Nombre de victoires |
| ---------- | ------------------- |
| Belgique   | 10                  |
| France     | 3                   |
| Allemagne  | 2                   |
| Pays-Bas   | 2                   |
| Luxembourg | 1                   |
| Autriche   | 1                   |